# Apeadeiro de Telhal

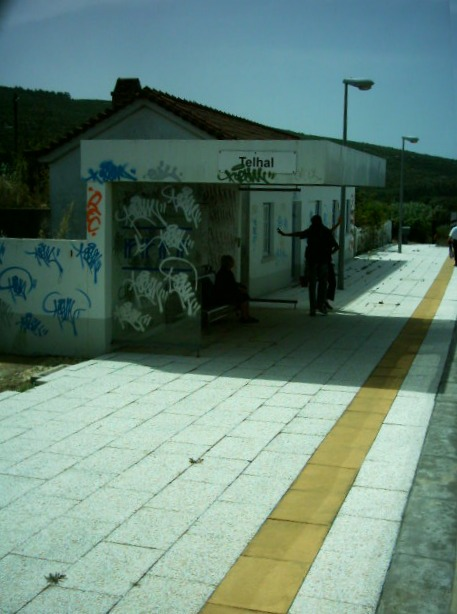
Abrigo do Apeadeiro de Telhal, em 2008.

O apeadeiro de Telhal é uma interface encerrada da Linha do Oeste, que servia as localidades de Telhal e Casal da Carregueira, no município de Sintra, em Portugal. O seu encerramento, ocorrido em 2021, estava previsto desde 2018, devido às obras de modernização da Linha do Oeste.

## Descrição

### Localização e acessos

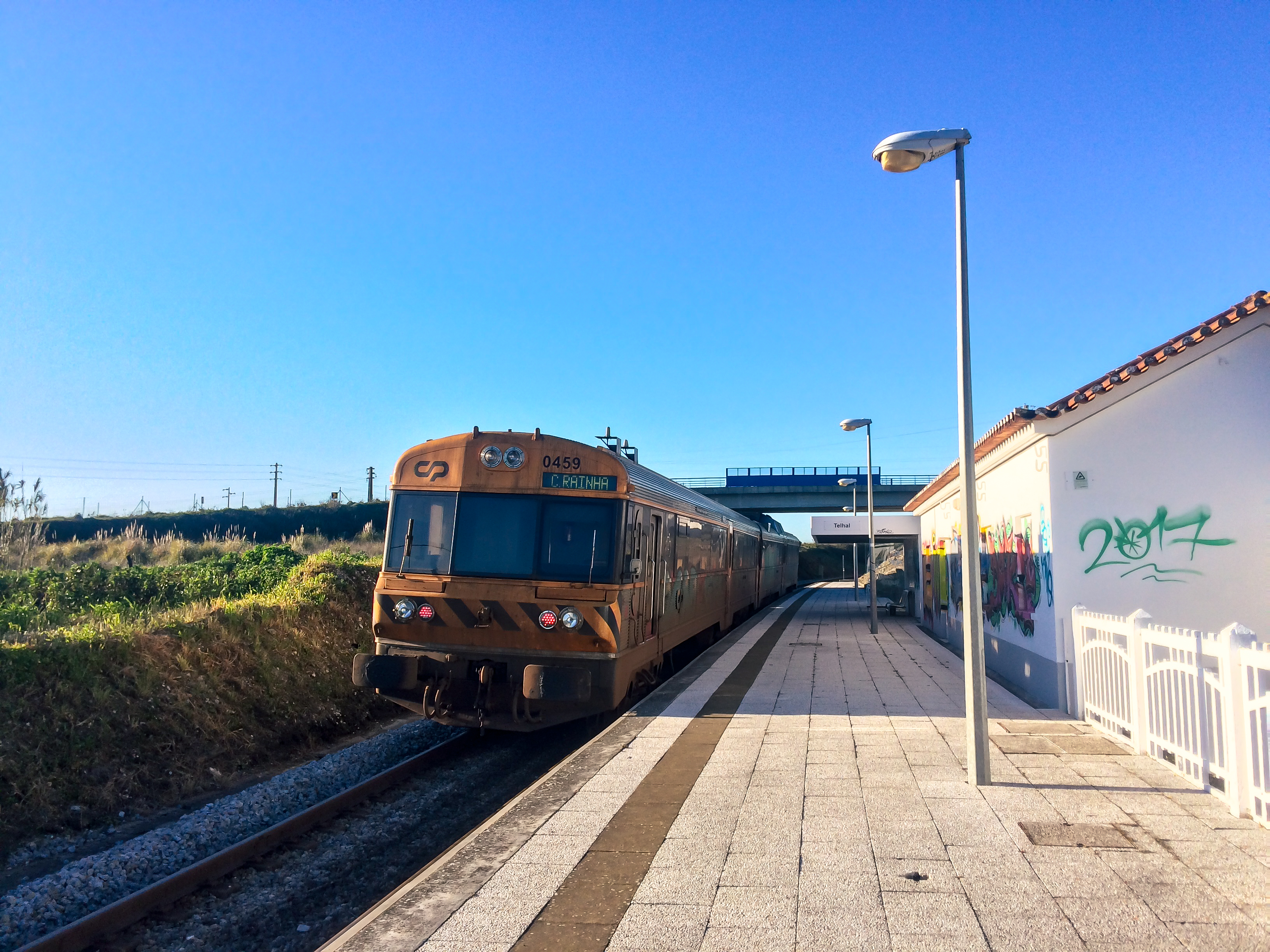
Automotora 0459 no Telhal, com destino a Caldas da Rainha, em 2018.

O apeadeiro de Telhal situa-se no limite nordeste da localidade de Casal da Mata, porém desta isolado por se localizar do lado nascente da via férrea; neste local, o canal ferroviário constitui a fronteira entre as freguesias de Algueirão - Mem Martins e Almargem do Bispo, Pero Pinheiro e Montelavar.

### Caraterização física
Como apeadeiro em linha em via única, esta interface tem uma só plataforma, situada do lado nascente da via (lado direito do sentido ascendente, para Figueira da Foz)., com 150 m de comprimento e 90 cm de altura.

### Serviços
À data do seu encerramento, em finais de 2021, este apeadeiro era servido por todos os comboios do tramo sul da Linha do Oeste, todos eles de tipologia regional: Oito circulações diárias em cada sentido, três dos quais com início em Santa Apolónia e término em Leiria (e vice-versa), iniciando-se em Torres Vedras o primeiro comboio destinado a Lisboa.

## História
Esta interface faz parte do lanço da Linha do Oeste entre Agualva-Cacém e Torres Vedras, que entrou ao serviço em 21 de Maio de 1887, pela Companhia Real dos Caminhos de Ferro Portugueses.
Em 1985, Telhal tinha a categoria de apeadeiro e era oficialmente dado como não tendo edifício de passageiros.

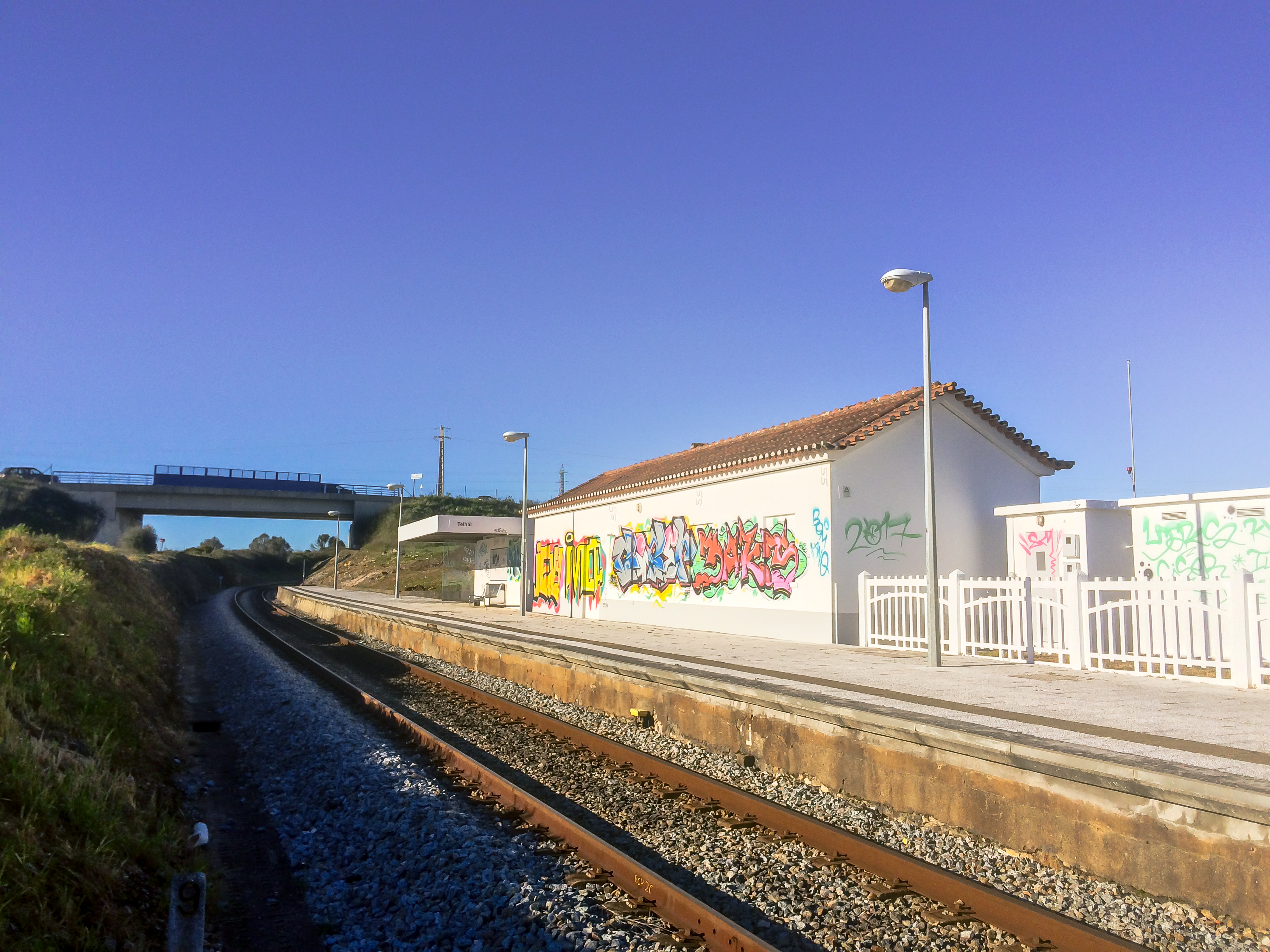
Plataforma e edifício de apoio (em desuso) do apeadeiro do Telhal em 2018: Vista para norte, com a ponte rodoviária.

Nos finais da década de 2010 foi finalmente aprovada a modernização e eletrificação da Linha do Oeste; no âmbito do projeto de 2018 para o troço a sul das Caldas da Rainha, foi decidida a eliminação do apeadeiro do Telhal devido aos congestionamentos topográficos existentes no local que impedem a sua ampliação; sendo parte de um dos dois segmentos de a duplicar (Desvio Ativo 1: PK 20+700 a PK 30+450), é incerto o destino dos edifícios de apoio, encerrados há décadas.[carece de fontes?]. A passagem superior junto ao atual apeadeiro (ao PK 23+006, com a Estrada do Telhal = EN544), que substituiu a passagem de nível a este anexa, será mantida.

A desativação deste apeadeiro teve efeitos a partir do dia 14 de novembro de 2021. Desde então, a C.P. recomenda, em alternativa, a utilização das estações vizinhas — Mira Sintra-Meleças e Sabugo. Não obstante, Telhal constava ainda do Diretório da Rede 2024, publicado pela I.P. em dezembro de 2022.